# Escola Secundária Steubenville
A Steubenville High School (SHS) é uma escola pública localizada na cidade de Steubenville, no estado americano de Ohio. A escola recebe alunos do ensino secundário americano, divididos em quatro anos. É a única escola secundária no Distrito Escolar da Cidade de Steubenville.

## Esporte
A escola oferece beisebol, basquete, futebol americano, golfe, futebol, softball, natação, tênis, atletismo e luta livre. As equipes esportivas competem como Steubenville Big Red na Associação Atlética de Escolas Secundárias de Ohio como membro da Conferência Atlética do Vale de Ohio.

## Caso de estupro e distribuição de pornografia infantil em 2012
A escola atraiu atenção internacional depois que dois membros do time de futebol, foram acusados e posteriormente condenados por estupro digital e distribuição de pornografia infantil de uma garota de 16 anos em 2012. Os estudantes foram vistos "brincando" sobre estuprar uma "menina morta" em um vídeo de 12 minutos. Os adolescentes condenados também foram acusados de estupro de uma menina de 14 anos, ocorrido apenas 4 meses antes. Quatro adultos foram indiciados por encobrir casos de agressão sexual envolvendo atletas do ensino médio da escola, sendo um deles o treinador da escola.

## Ex-Alunos Notávies
- Douglas Applegate — Representante dos EUA como membro do Partido Democrata pelo 18º distrito congressional de Ohio (1977–1995).
- Zach Collaros — Quarterback do Cincinnati Bearcats (2009–2011) | Atual Quarterback do Winnipeg Blue Bombers da Canadian Football League, 3 vezes campeão da Grey Cup, duas vezes vencedor do prêmio de Jogador Mais Destacado da CFL em 2021 e 2022.
- Sylvia Crawley — ex-técnica de basquete feminino do Boston College, ex-técnica assistente da North Carolina Tar Heels, Crawley foi a pivô titular do time campeão da NCAA de 1994 do North Carolina Tar Heels e jogou pelo Indiana Fever e pelo San Antonio Silver Stars da WNBA.
- Joe Gilliam Sr. — Quarterback All-American na Universidade Estadual da Virgínia Ocidental, coordenador defensivo do Tennessee State Tigers, ele ajudou os Tigers a quatro temporadas invictas e sete campeonatos nacionais de futebol americano universitário negro em um período de 20 anos. Gilliam atuou como treinador principal no Tennessee State de 1989 a 1992, ganhando o prêmio de Treinador do Ano da Ohio Valley Conference em 1990. Gilliam foi introduzido no Hall da Fama dos Esportes do Tennessee em 2007.
- Paul Hoover — treinador profissional de beisebol da Kent State University, Tampa Bay Devil Rays, Florida Marlins e Philadelphia Phillies, atualmente é o técnico de banco do Kansas City Royals da Major League Baseball (MLB).
- Calvin Jones — Hall da Fama do Futebol Americano Iowa Hawkeye de 1989, camisa nº 62 aposentada, vencedor do Outland Trophy (melhor jogador de linha universitário do país) em 1955; primeiro time de consenso All-American Guard em 1954, 55; primeiro time All-Big Ten em 1953, 54, 55; capitão do time de futebol americano de 1955; jogou futebol americano profissional no Canadá em 1956; membro do Hall da Fama da Fundação Helms; e foi introduzido no Hall da Fama do Futebol Americano Universitário em 1980.
- Don Joyce — jogador de futebol americano que atuava como defensive end. Joyce foi convocado na 2ª rodada do Draft da NFL de 1951 pelo Chicago Cardinals, jogou 12 temporadas em Chicago (3) Baltimore (7) Min (1) e Den (1). Joyce começou pelo Baltimore Colts nos jogos do campeonato da NFL de 1958 e 1959 (ambos vencidos pelos Colts) e jogou no Pro Bowl de 1958.[6] Durante a entressafra do futebol, Joyce era um lutador profissional. Estreando em 1956, ele trabalhou principalmente na área de Baltimore, para Vincent J. McMahon. Joyce lutou exclusivamente como um personagem babyface ("cara bom"), devido ao seu contrato com a NFL que determinava que ele não poderia trabalhar como um heel ("cara mau"). Durante sua carreira como lutador profissional, Joyce se tornou campeão televisivo da NWA nos Estados Unidos.[7]
- Eddie Kazak — ex-jogador da Major League Baseball (MLB) (St. Louis Cardinals e Cincinnati Reds).
- Dean Martin — cantor, ator e comediante americano. Um dos artistas americanos mais populares e duradouros de meados do século XX, Martin foi apelidado de "O Rei do Cool".[8]
- Bob Mike — jogador profissional de futebol negro pioneiro do San Francisco 49ers. Mike foi apenas o segundo afro-americano a entrar no elenco do 49ers e foi um dos 12 jogadores negros da All-America Football Conference (AAFC) durante sua temporada final, em 1949.[9]
- Najee Murray — Defensive Back, Kent State (2013– 2016) All-Mac | Atual Defensive Back para a Montreal Alouettes e Canadian Football League.
- Will Robinson — ex-técnico principal de basquete da Universidade Estadual de Illinois e olheiro do Detroit Pistons; primeiro técnico principal de basquete afro-americano da história da Divisão I da NCAA.
- Edward Vincent — primeiro prefeito afro-americano da cidade de Inglewood, CA, All Big Ten e jogador de futebol americano All-American pelo Iowa Hawkeyes Football, convocado pelo Los Angeles Rams em 1956.
- Moses Fleetwood Walker — primeiro afro-americano assumido a jogar na Major League Baseball (MLB) pelo Toledo Blue Stockings.
- Weldy Walker — o segundo afro-americano assumido a jogar na Major League Baseball (MLB) pelo Toledo Blue Stockings.
- Johnny Wilson — ex-jogador da National Football League do Cleveland Rams.